# Georgette Siegrist
Georgette Siegrist, née le 16 février 1897 à Meaux (Seine-et-Marne) et morte le 13 mars 1981, à Saillans (Drôme), est une militante associative française. 
Pionnière du scoutisme féminin français, elle est membre de la première équipe nationale de la Fédération Française des Éclaireuses. Elle est également la première secrétaire générale de la Cimade.

## Biographie
Georgette Siegrist est la fille de Charles Siegrist, né à Bordeaux, employé des Chemins de fer de l’Est et de Marthe Maillard, née à Meaux, sans profession. Son père est protestant, sa mère est élevée chez les religieuses.
En 1910, elle vient vivre à Paris dans le XVIIIe arrondissement. Elle suit son instruction religieuse à l’église Saint-Paul de Montmartre (XVIIIe arrondissement), où elle est aussi monitrice à l’école du dimanche en 1912. Elle est membre des Unions chrétiennes de Jeunes Filles (UCJF) de l'église Saint-Paul en 1911. Elle passe son brevet élémentaire et travaille comme secrétaire auprès des chemins de fer.

### Pionnière du scoutisme féminin

#### Aux origines du scoutisme féminin unioniste
Elle s'engage dans le scoutisme féminin dès ses origines, dans des sections unionistes rattachées à des UCJF.  
En 1914, elle est cheftaine d'une troupe d'éclaireuses (troupe Excelsior), rattachée à la paroisse de Saint-Paul. Elle participe à l'extension du mouvement en créant, en 1917, la section des éclaireuses de Paris-La Villette dont les filles viennent en grande majorité de milieu populaire. Elle est totémisée Hibou-Japonais. 
À l’automne 1920, Georgette Siegrist rencontre Marguerite Walther, une des responsables de la première Maison pour Tous, qui souhaite développer du scoutisme non-confessionnel pour les filles et s'appuyer sur l'expérience des sections unionistes. Marguerite Walther ayant, avec Marthe Levasseur, développé la pédagogie des louveteaux (8–11 ans) pour les garçons des éclaireurs neutres, elle propose à Georgette Siegrist d'introduire du scoutisme pour les plus jeunes filles. Ce projet devient l’année suivante le mouvement des Petites Ailes. 

#### Première commissaire générale des Éclaireuses, membre de la Main

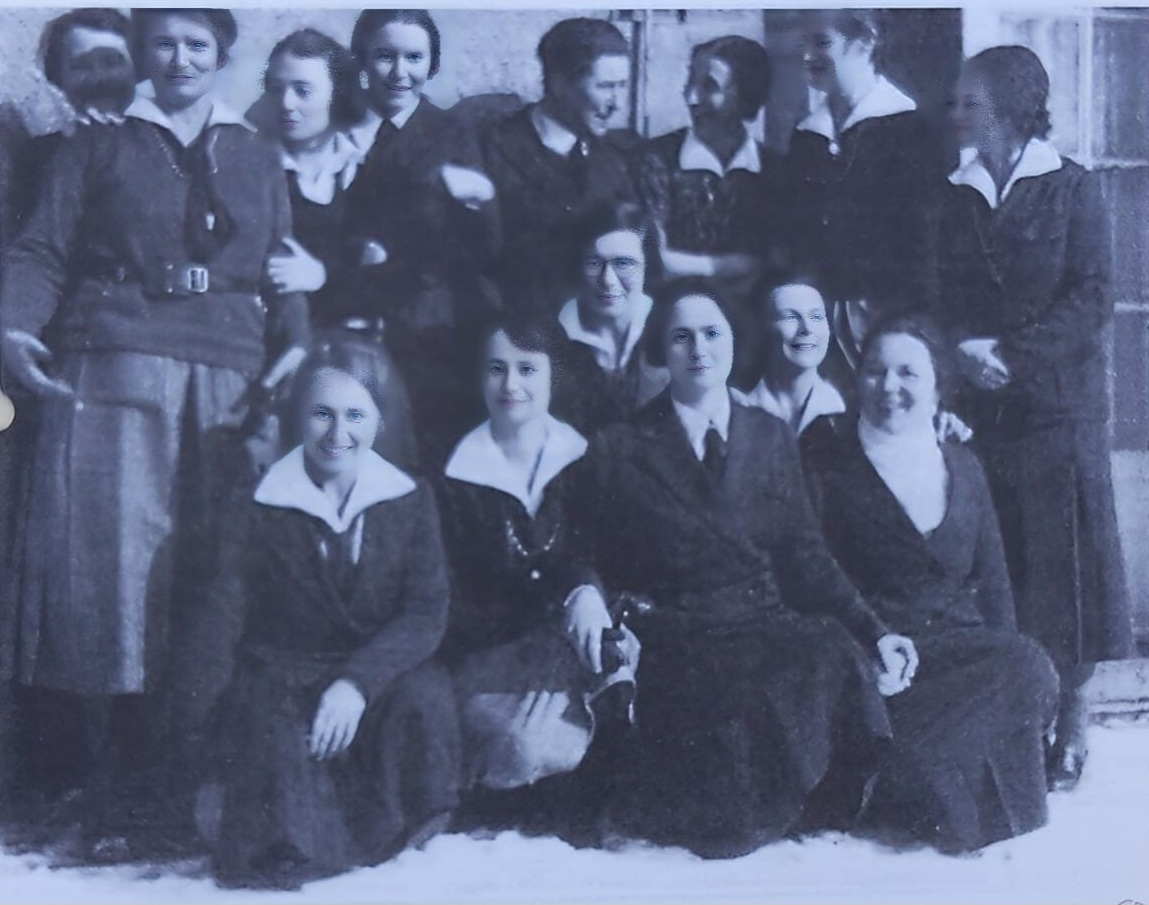
Commissaires de la Fédération française des éclaireuses en 1937. Georgette Siegrist en bas à droite avec Renée Sainte-Claire Deville. Marguerite Walther et Violette Mouchon debout derrière

Georgette Siegrist est ensuite élue commissaire nationale (équivalent de déléguée générale) du mouvement des éclaireuses, alors sans personnalité morale, au congrès de Lyon en 1920. En 1921, au congrès d’Épinal, le scoutisme féminin s'institutionnalise avec la création de la Fédération française des éclaireuses (FFE), qui rassemble les éclaireuses unionistes et neutres (laïques). Georgette Siegrist est confirmée à son poste et devient la première commissaire nationale de la FFE. Elle occupe ce poste de 1921 à 1931.
Elle fait à ce titre partie de l’équipe dite « La Main », — en référence aux cinq doigts de la main —, première équipe dirigeante de la FFE, avec Marguerite Walther, Violette Mouchon, Renée Sainte-Claire Deville et Madeleine Beley. Ces femmes sont de classe bourgeoise, ce qui n'est pas le cas de Georgette Siegrist, d'origine plus modeste. En tant que commissaire nationale, elle met sur pied l’administration de la FFE.
À partir de 1930, du fait de problèmes de santé, elle diminue son engagement. En 1931, au moment où l’effectif de la section neutre devient supérieur à celui des autres sections, Marguerite Walther reprend le poste de commissaire nationale. Contrainte de rester immobilisée, Georgette Siegrist crée les éclaireuses malades et disséminées (EMD), une section d'éclaireuse pour les jeunes en situation de handicap ou malades.
Entre le 1er mai 1937 et le 31 août 1939, elle crée et dirige un centre professionnel de jeunes chômeuses, pour le compte de la FFE sollicitée par le Ministère du travail.

### Aux origines de la Cimade
En septembre 1939, au début de la Seconde Guerre mondiale, les habitants d'Alsace et de Lorraine sont évacués dans plusieurs départements du sud-ouest. Suzanne de Dietrich initie une action protestante d'aide à ces populations civiles, qui devient la Cimade (Comité inter-mouvements auprès des évacués) le 18 octobre 1939, lors d’une réunion tenue à Bièvres. Elle fait appel à Georgette Siegrist pour coordonner ces premières actions : celle-ci devient ainsi la première secrétaire générale de la Cimade et dirige les équipières sur le terrain, et Jane Pannier devient la présidente.
En août 1940, malade et fatiguée, elle laisse ses fonctions de secrétaire générale à Madeleine Barot.
En 1941, elle ouvre la maison rurale de Loriol pour les UCJF. À partir de 1943, elle se retire dans la Drôme où elle est assistante de paroisse et termine sa vie avec Lisette Nègre, ancienne commissaire régionale Littoral de la Fédération française des éclaireuses (FFE).